# پل ساندرلند
پل ساندرلند (انگلیسی: Paul Sunderland؛ زادهٔ ۲۹ مارس ۱۹۵۲) بازیکن والیبال اهل ایالات متحده آمریکا بود.